# Continuista
La funció de continuista o script és un dels més importants en l'elaboració d'una pel·lícula en el cinema o la televisió. També se l'anomena secretària de rodatge, perquè durant molt temps, i fins i tot ara, la funció de script era exercida gairebé exclusivament, per dones. Forma part de l'equip de direcció.
La script ha de tenir una gran capacitat d'observació, perquè un error pot convertir-se en una pèrdua de diners i de temps. És considerada com el braç dret del director i del director de fotografia, però també controla el treball que es realitza en el set de rodatge de manera que tot surti tal com està previst en el guió i que tingui continuïtat en tots els aspectes.
En fase de preproducció, el seu treball és de redactar informes sobre el guió, de proveir informacions essencials sobre cada escena com ara l'hora millor pel rodatge, o l'encaix en la història, acompanyat d'un argument. Aquests informes són utilitzats pels diferents departaments per tal de determinar l'ordre de les preses més avantatjós i assegurar que cada departament és sincronitzat a nivell de la progressió interna de la pel·lícula.
S'encarrega principalment de quatre aspectes:
- Portar el raccord o continuïtat. Ha de controlar la continuïtat d'un pla a un altre en attrezzo, vestuari, acció dels actors, posicions, canvis del guió, etc. Ha d'aconseguir que un pla encaixi amb el següent.
- Temps útil i pel·lícula. Ha de controlar el temps útil de cada pla (durada del pla) per saber quant de temps està durant la pel·lícula. També s'encarrega de saber la cinta gastada, la que queda en la càmera i anotar-la per comunicar un canvi de xassís si no és prou llarga per a la següent presa.
- Dades tècniques de cada pla. Té la seva còpia del guió per fer anotacions i també anota les posicions de les càmeres, angulació i objectiu.
- Mantenir la interacció amb el director.